# إليزابيث كالاهان
إليزابيث كالاهان (بالإنجليزية: Elizabeth Callahan)‏ هي لاعبة رماية أمريكية، ولدت في 25 فبراير 1952 في كولومبيا في الولايات المتحدة.

## وصلات خارجية
- إليزابيث كالاهان على موقع الاتحاد الدولي (الإنجليزية)
- إليزابيث كالاهان على موقع اللجنة الأولمبية الدولية (الإنجليزية)
- إليزابيث كالاهان على موقع أوليمبيديا (الإنجليزية)
- إليزابيث كالاهان على موقع اللجنة الأولمبية والبارالمبية الأمريكية (الإنجليزية)